# Alonso González de Nájera
Alonso González de Nájera (... – 1614) è stato un militare spagnolo, sostenitore delle riforme durante lo svolgimento della guerra di Arauco.
Servì l'esercito nella guerra che seguì al disastro di Curalaba, ed alla grande rivolta Mapuche in Cile che terminò con la perdita di tutti gli insediamenti spagnoli a sud del fiume Bío Bío. Fu inviato presso la corte reale di Spagna per dibattere una riforma al modo in cui veniva combattuta la guerra contro i Mapuche. Gli argomenti portati da Nájera furono inseriti nel suo libro Desengaño y reparo de la Guerra del Reino de Chile.

## Biografia
Non ci sono informazioni riguardo alla sua vita precedente al 1600. Si sa solo che servì l'esercito spagnolo nelle Fiandre ed in Francia. Il 13 novembre 1600 lasciò Lisbona per andare in Cile con il grado di capitano, sotto il comando di Francisco Martinez de Leiva. Giunse a Mendoza nel maggio del 1601, dopodiché si sposto verso il Cile meridionale, dove rimase fino al 1607. 
Alonso de Ribera, Governatore del Regno del Cile, fondò il forte Nacimiento sulle rive del Bio Bio, vicino alla confluenza col fiume Vergara, il 24 dicembre 1603. Najera fu responsabile della sua costruzione e comandante della prima guarnigione di truppe che vi si stanziò. Dopo quattro anni di servizio militare in zona di guerra fu nominato sargento mayor dal nuovo governatore Alonso García Ramón, nel 1605. In seguito tornò a Santiago malato e ferito ad una gamba, come risultato delle battaglie combattute.
A causa della situazione militare critica in Cile, il governatore Ramon Garcia decise di inviare González de Nájera in Spagna per informare re Filippo III del vero stato del Regno. La scelta di González era basata sulla sua lunga esperienza e sulle capacità, il fedele servizio al re ed il suo grado nell'esercito. Nel maggio del 1607 partì per la Spagna, dove giunse alla fine dell'anno successivo. Per raccontare la situazione critica che si viveva in Cile, e per convincere il Consiglio delle Indie ed il re a mandare soccorsi in Cile, egli scrisse e presentò alcune considerazioni che in seguito furono trasformate nel quinto e sesto capitolo del suo libro, Desengaño y reparo de la Guerra del Reino de Chile.
A corte, Gonzalez de Najera fece una serie di raccomandazioni su come proseguire la guerra. Pose l'accento sulla debolezza degli attuali metodi, soprattutto sul sistema delle "campeadas", o incursioni, che l'esercito spagnolo compiva in territorio Mapuche per bruciare i loro campi e catturare schiavi. Non solo espresse le sue critiche, ma propose di stabilire un nuovo sistema per completare la conquista del territorio Mapuche ponendo fine alla guerra. Questa proposta consisteva nella creazione di una linea di forti che avrebbero separato i due territori, un esercito professionista che si sarebbe spinto all'interno della terra indiana, lo sterminio dei nativi che sarebbero stati usati come schiavi ed il loro rimpiazzo con schiavi africani, apparentemente considerati meno ribelli dei Mapuche. Non fu ascoltato, e le richieste del governatore non trovarono accoglimento. La decisione finale fu di imporre il modello di guerra difensiva elaborato da Luis de Valdivia, contrariamente a quanto sperava Gonzalez de Najera. I suoi meriti furono però riconosciuti, e fu nominato governatore di Puerto Hércules, in Toscana, dove visse fino alla morte giunta nel 1614, la cui data esatta è sconosciuta.
Gonzalez de Najera non riuscì a far pubblicare il proprio libro. Nonostante ne avesse terminato la stesura nel 1614, non lo vide mai pubblicato prima della sua morte, dato che fu edito solo due secoli dopo a Madrid nel 1866, ed in Cile nel 1889 con un'introduzione di Jose Toribio Medina.